# Jan Miller

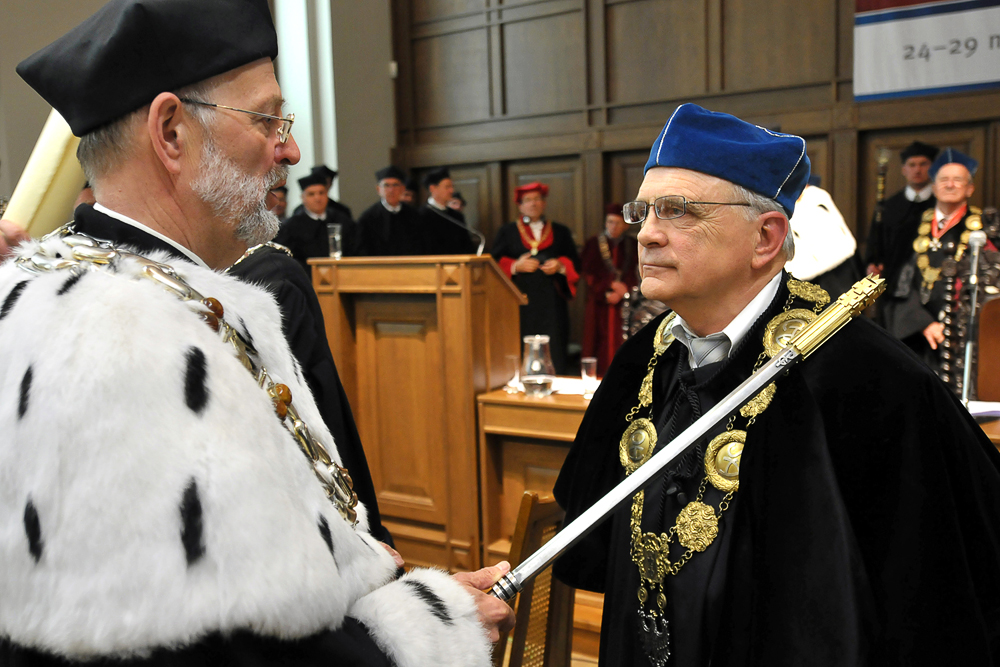
Nadanie doktoratu honoris causa na Politechnice Gdańskiej Janowi Millerowi

Jan Dean Miller (ur. 7 kwietnia 1942 w Dubois, USA) – amerykański inżynier, profesor University of Utah, specjalista w dziedzinie chemii oraz technologii chemicznej i inżynierii materiałowej. Twórca międzynarodowej szkoły naukowej technologii przerobu surowców mineralnych i energetycznych.

## Życiorys
Absolwent Pennsylvania State University – Mineral Preparation Engineering (1964) oraz Colorado School of Mines – Metallurgical Engineering (1966), gdzie w 1969 doktoryzował się. W latach 1966–1969 pracował w fabrykach w USA. Od 1968 pracuje w University of Utah – od 1970 r. na stanowisku Associate Professor (profesor nadzwyczajny), od 1972 jako Assistant Professor (docent), a od 1978 jako Full Professor (profesor). Od 2002 pełni funkcję kierownika Department of Metallurgical Engineering w University of Utah. Wyróżniony tytułem wybitnego profesora metalurgii w 2008.
Od 1980 współpracował z Politechniką Gdańską (PG) jako wykładowca na Studium Doktoranckim. Współorganizował i uczestniczył w międzynarodowych konferencjach chemicznych w Polsce.
Zainicjował staże naukowe i praktyki profesorów, doktorantów i magistrantów PG w przemyśle chemicznym Stanów Zjednoczonych oraz różnorodną pomoc dla Wydziału Chemicznego PG w zakresie wyposażenia laboratoryjnego, aparatury badawczej oraz anglojęzycznych publikacji naukowych.
Promotor 50 doktorów. Twórca i inicjator badań nad techniką mikrotomografii komputerowej w badaniach naukowych nad technologiami przerobu surowców mineralnych. Doktor honoris causa University of Pretoria (2007) i Politechniki Gdańskiej (2010), honorowy profesor Central South University w Changsha w Chinach (2007).
Członek National Academy of Engineering, Society of Mining Metallurgy and Exploration (1993-), redaktor wiodących czasopism naukowych, m.in. International Journal of Mineral Processing, Hydrometallurgy Coal Preparation.
Jest autorem ponad 540 publikacji, w tym 8 książek oraz kilkudziesięciu patentów i rozwiązań wdrożonych w przemyśle Stanów Zjednoczonych, Kanady i Chin, m.in.: napowietrznego hydrocyklonu do usuwania zawiesiny ze ścieków czy przetwarzania piasków roponośnych w produkcji syntetycznej ropy naftowej. Współpracuje z instytutami badawczymi i uczelniami w Wielkiej Brytanii, Polsce, Francji, Chinach, Republice Południowej Afryki, Ekwadorze, Egipcie, Chile, Australii.

## Ordery i odznaczenia, nagrody (wybrane)
- Mineral Industry Education Award (AIME AWARDS) – 1997
- IVOR Thomas Professor of Metallurgy (2000)
- Medal za Zasługi dla PG (2005)